# Marietta Weber
Marietta Weber (* 14. Juli 1887 in der Schweiz, heimatberechtigt in Menziken im Kanton Aargau; † 18. September 1937 in Luzern, Schweiz) war eine überwiegend an österreichischen Bühnen und in ebensolchen Filmen aktive Schweizer Schauspielerin.

## Leben und Wirken
Marietta Weber startete zu Beginn des 20. Jahrhunderts ihre Bühnenlaufbahn. Ab 1908 sammelte sie erste Erfahrungen am Berliner Trianon-Theater und stieß 1910 ans Wiener Theater in der Josefstadt unter der Leitung Josef Jarnos, wo sie ihre künstlerisch bedeutendsten Jahre verleben sollte. Hier sah man sie, oftmals als Partnerin Jarnos, in Hunderten von Stücken, darunter zahlreiche französische Komödien und Lustspiele, in denen Marietta Weber die amouröse Verführerin und Salondame zu verkörpern hatte. „Sie war eine kapriziöse Schauspielerin, sie hatte viel Scharm, und sie verstand es, französische Art, französisches Wesen, ja fast den Tonfall französischer Sprache glaubhaft zu machen.“ Man sah sie aber auch in Kleinkunststücken wie Sketchen und auf Tourneen, die sie auch ins Ausland (zum Beispiel in die Tschechoslowakei) führten. In jenen Jahren ihrer größten Triumphe, zwischen 1913 und 1923, wirkte die Schweizerin auch in einer Reihe von zumeist weniger bedeutsamen österreichischen Stummfilmen mit; ihren Einstand gab sie mit der Schauspielerin Mela Fellner in dem großen Alexander-Girardi-Publikumserfolg Der Millionenonkel, der ersten Großproduktion des Landes.
Nach weiteren Theaterstationen im Wien (Renaissancebühne, Bürgertheater, Kammerspiele des deutschen Volkstheaters etc.) und im München (Volksbühne) der 1920er Jahre kehrte Marietta Weber in die heimatliche Schweiz zurück, wo sie einerseits ihre Bühnenlaufbahn fortsetzen sollte, andererseits fortan vor allem mit gesundheitlichen Problemen zu kämpfen hatte. Für ein Theaterengagement (Neues Lustspielhaus) und eine kleine Filmrolle (als Schauspielerin in Willi Forsts 1936 gedrehtem Künstlerdrama Burgtheater) kehrte Marietta Weber Anfang/Mitte der 1930er Jahre noch einmal nach Wien zurück. Ihre letzte künstlerische Wirkungsstätte war ab Sommer 1934 das Luzerner Stadttheater, wo sie unter anderem einen großen dramatischen Erfolg in dem Stück „La femme X“ feiern konnte. Marietta Weber starb im September 1937 in dem Luzerner Sanatorium St. Anna nach langer, schwerer Krankheit, wie es in mehreren Nachrufen hieß.

## Filmografie
- 1913: Der Millionenonkel
- 1914: Der Storch ist tot
- 1916: Die Landstreicher
- 1917: Mir kommt keiner aus
- 1918: Wo die Lerche singt
- 1919: Die lichtscheue Dame
- 1920: Verschneit
- 1920: Doktor Ruhland
- 1921: Die Filme der Prinzessin Fantoche
- 1921: Hemmungslos
- 1922: Das Apachenmädel
- 1922: Faustrecht
- 1922: Die trennende Brücke
- 1922: Der Mann, der das Lachen verlernte
- 1922: Landru, der Blaubart von Paris
- 1923: Eines Vaters Söhne
- 1936: Burgtheater